# VCD
Video CD (abreviat ca VCD și cunoscut și ca Compact Disc Digital Video) este un format de înscriere al unui CD ce permite înscrierea filmelor într-un format asemănător cu cele de pe DVD dar la o calitate mai scăzută. A fost creat în 1993 de Sony, Philips, Matsushita și JVC.